# 体育老师笑传
《体育老师笑传》（英語：Eastbound & Down）是一部在HBO播出的美国体育喜剧电视剧，由本·贝斯特、乔迪·希尔和丹尼·麥布萊创作。麥布萊饰演前职业棒球投手肯尼·鲍尔斯，其在经历美国职业棒球大联盟职业生涯的低迷之后，被迫回到北卡罗来纳州谢尔比家乡的中学担任体育代课老师。